# Cristina de Vargas
Cristina de Vargas Hilla (Madrid, 1º settembre 1969) è una schermitrice spagnola, vincitrice di una medaglia d'oro ai campionati mondiali di scherma nella specialità della spada a squadre (assieme a Taymi Chappé, Rosa María Castillejo e Carmen Ruiz Hervías)..